# Leptodrymus pulcherrimus
Leptodrymus pulcherrimus es una especie de serpiente que pertenece al género monotípico Leptodrymus. Es nativo de Guatemala, El Salvador, Honduras, Nicaragua y Costa Rica. Su hábitat natural se compone de bosque seco y húmedo premontano y de tierras bajas. Su rango altitudinal oscila entre 0 y 1300 m s. n. m.. Es una serpiente terrestre.